# Trident Racing
Trident Racing is een Italiaans GP2 team opgericht door Maurizio Salvadori. Het team werd opgericht in 2006 en deed mee in het GP2 kampioenschap van 2006. Daar haalden Pastor Maldonado en Kohei Hirate geen punten waardoor het team laatste werd dat seizoen. In 2007 reden ze met Borja Garcia en Karun Chandhok. Van hen won Chandhok een race. Garcia werd tiende en Chandhok veertiende in het kampioenschap.
In 2008 voegden Mike Conway en Ho-Pin Tung zich bij Trident.